# Fédération roumaine de handball
La Fédération roumaine de handball, en roumain : Federația Română de Handbal (FRH), est l'organisation nationale chargée de gérer et de promouvoir la pratique du handball en Roumanie depuis 1936.
Son siège social est situé à Bucarest et son président actuel est Constantin Din.
La fédération s'occupe :
- Équipe de Roumanie masculine de handball
- Équipe de Roumanie féminine de handball
- Championnat de Roumanie masculin de handball
- Championnat de Roumanie féminin de handball

## Présidents
La liste des présidents est :
| Président                   | Période                 |
| --------------------------- | ----------------------- |
| Nicolae Duțescu             | 1933-1936               |
| Ion Drăgan                  | 1936-1940               |
| Maxim Ganțu                 | 1940-1949               |
| Adrian Sabatini             | 1950-1952               |
| Petre Capră                 | 1952-1957               |
| Tudor Vasile                | 1957-1968               |
| Dumitru Costea              | 1968-1973               |
| Ioan Kunst-Ghermănescu (ro) | 1973-1986               |
| Ani Matei                   | 1986-1989               |
| Ioan Kunst-Ghermănescu (ro) | 1990-1992               |
| Adrian Pascal               | 1992-1993               |
| Cornel Oțelea               | 1993-1995               |
| Valentin Samungi            | 1995-1996               |
| Cristian Gațu               | 1996-2014               |
| Alexandru Dedu              | février 2014-avril 2022 |
| Constantin Din              | depuis avril 2022       |